# 666 (numero)
Seicentosessantasei (666) è il numero naturale dopo il 665 e prima del 667.

## Proprietà matematiche
- È un numero pari.
- È un numero composto da 12 divisori: 1, 2, 3, 6, 9, 18, 37, 74, 111, 222, 333 e 666. Poiché la somma dei suoi divisori (escluso il numero stesso) è 816 > 666, è un numero abbondante.
- È un numero semiperfetto in quanto pari alla somma di alcuni (o tutti) i suoi divisori.
- È un numero di Harshad nel sistema numerico decimale, è cioè divisibile per la somma delle sue cifre.
- È un numero di Smith nel sistema numerico decimale poiché la somma delle sue cifre è pari a quella delle cifre della sua fattorizzazione.
- È un numero triangolare, la somma dei numeri interi da 1 a 36 (somma teosofica) dà come risultato 666.

{\displaystyle 1+2+3+4+5+6+...+32+33+34+35+36=666}
- È pari alla somma di due numeri primi palindromi consecutivi: 313 e 353.
- È un numero 46-gonale.
- È pari alla somma delle prime sei lettere utilizzate nel sistema di numerazione romano (in ordine crescente): {\displaystyle D(500)+C(100)+L(50)+X(10)+V(5)+I(1)}.
- È un numero palindromo nel sistema di numerazione posizionale a base 4 (22122), a base 10 (666) e in quello a base 13 (3C3). Nel sistema numerico decimale è altresì un numero a cifra ripetuta.
- È un numero pratico.
- È un numero nontotiente (per cui la equazione φ(x) = n non ha soluzione).

Il numero 666 è strettamente legato al 36, che è a sua volta un numero triangolare, somma dei numeri interi da 1 a 8.
Considerando il 36 come somma dei numeri 15 e 21, anch'essi numeri triangolari, la somma dei loro quadrati dà come risultato 666.
{\displaystyle 36=15+21}
{\displaystyle 15^{2}+21^{2}=225+441=666.}
Tra 1 e 666 esistono 121 numeri primi, mentre tra 1 a 36 ci sono 11 numeri primi, va notato che 121 è il quadrato di 11.
Il numero 666 è pari alla somma delle sue cifre elevate alle potenze di 1 e 3.
{\displaystyle 666=(6^{1}+6^{1}+6^{1})+(6^{3}+6^{3}+6^{3})}
La somma dei quadrati dei primi sette numeri primi è pari a 666.
{\displaystyle 666=2^{2}+3^{2}+5^{2}+7^{2}+11^{2}+13^{2}+17^{2}}
Il 666 è uguale ad una somma palindroma di cubi: {\displaystyle 666=1^{3}+2^{3}+3^{3}+4^{3}+5^{3}+6^{3}+5^{3}+4^{3}+3^{3}+2^{3}+1^{3}}
Inoltre alternando somma e differenza della sesta potenza dei primi tre numeri interi si ottiene 666.
{\displaystyle 666=1^{6}-2^{6}+3^{6}}

## Astronomia
- 666 Desdemona è un asteroide della fascia principale del sistema solare.
- NGC 666 è una galassia spirale della costellazione del Triangolo.

## Astronautica
- Cosmos 666 è un satellite artificiale russo.